# Pristimantis inguinalis
Pristimantis inguinalis es una especie de anfibio anuro de la familia Craugastoridae.

## Distribución
Esta especie habita entre los 50 y 700 m de altitud:
- en Guyana;
- en Suriname;
- en Guayana Francesa.[4]

Su presencia es incierta en Brasil.

## Publicación original
- Parker, 1940 : Undescribed anatomical structures and new species of reptiles and amphibians. Annals and Magazine of Natural History, sér. 11, vol. 5, p. 257-274.[5]